# Parco nazionale dell'Anjuj
Il parco nazionale dell'Anjuj (in russo национальный парк «Анюйский»?) si estende attraverso il bacino del fiume omonimo, sul versante occidentale della catena dei Sichotė-Alin' centrali nell'Estremo Oriente russo. L'Anjuj scorre verso ovest per confluire nell'Amur, il principale fiume della regione, che prosegue il suo corso in direzione nord-est verso il mare di Ochotsk. L'importanza del parco sta nel fatto che funge da corridoio ecologico tra la bassa pianura alluvionale dell'Amur e le alte montagne ammantate di foreste dei Sichotė-Alin'. Il parco è situato nel rajon di Nanaj del Territorio di Chabarovsk, circa 75 km a valle (cioè a nord-est) della città di Chabarovsk. L'area in cui sorge è remota, con poche città e una popolazione scarsa. Da sempre gli abitanti della regione basano la loro economia sulla pesca del salmone, l'industria del legname e la caccia. La regione è abitata da secoli dal popolo dei Nanai, a cui appartiene circa un quarto degli abitanti della zona.

## Geografia
I confini del parco hanno la forma di un ferro di cavallo che segue le catene divisorie dei piccoli bacini fluviali dell'Anjuj e del Pichca, che scorrono a ovest verso l'Amur. Il settore orientale del territorio è montuoso, mentre quello occidentale, pianeggiante, è occupato per lo più da una pianura alluvionale. Circa il 45% del parco è ricoperto da taiga dell'Estremo Oriente, il 30% da sub-taiga (foresta di conifere di montagna), il 14% da pianura alluvionale e l'11% da palude. Con un quarto del suo territorio costituito da zone umide, il parco costituisce un importante habitat per gli animali acquatici e i pesci tipici dei torrenti di montagna che si gettano nell'Amur. Il confine meridionale segue il versante settentrionale della catena divisoria delle «Tre Sorelle».

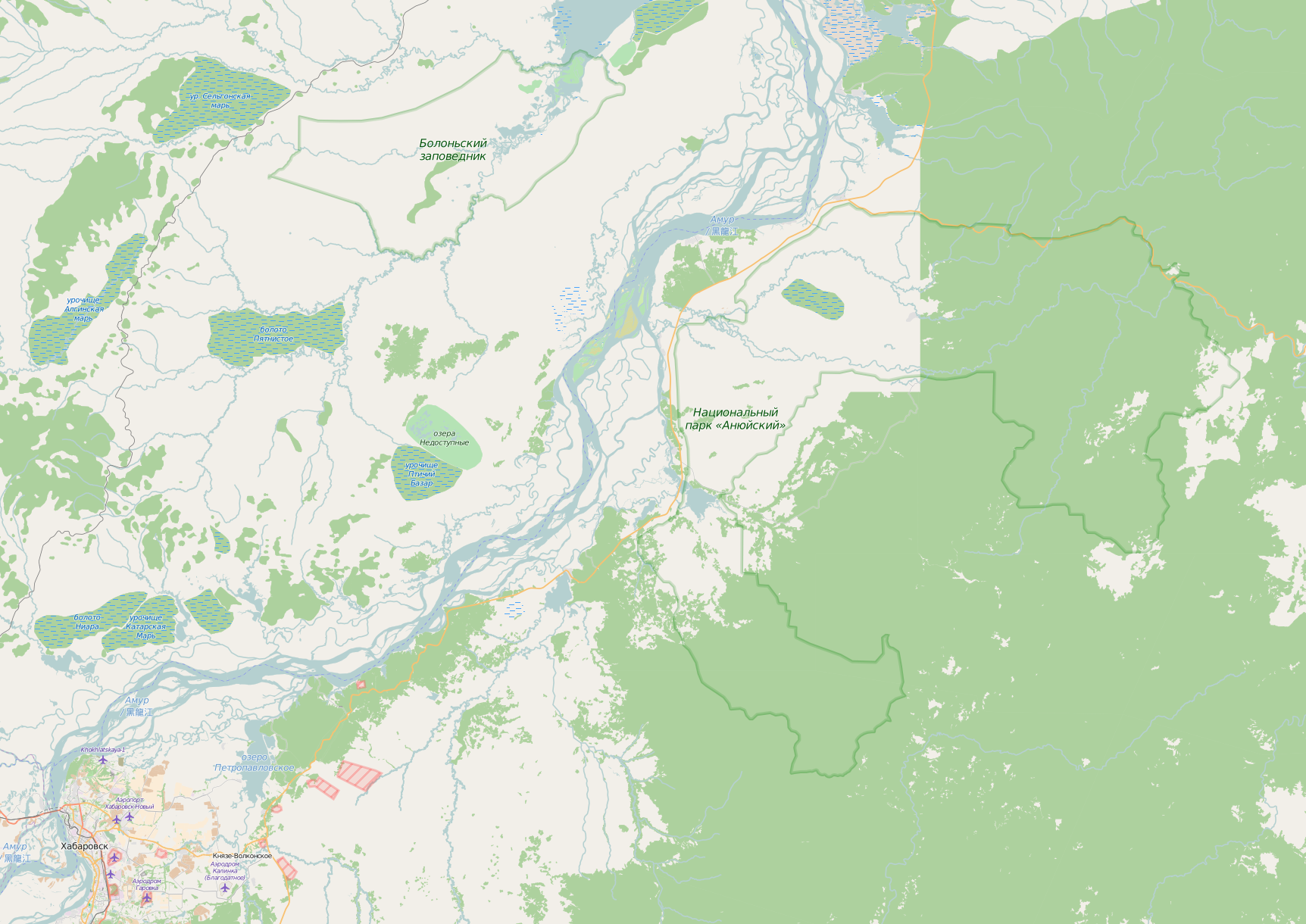
Confini del parco nazionale dell'Anjuj (al centro a destra). Si noti la forma a ferro di cavallo rovesciato, con la punta nei pressi della città di Troickoe sul fiume Amur, che scorre in direzione nord-est. A est il parco raggiunge i monti Sichotė-Alin'. La città di Chabarovsk è in basso a sinistra.

La metà occidentale del parco comprende parte del settore orientale della «pianura dell'Amur centrale». Questa è una depressione pianeggiante e paludosa compresa tra i Sichotė-Alin' a est e i monti del Piccolo Khingan a ovest. In questo punto le pianure alluvionali dell'Amur digradano fino a raggiungere i 40 m sul livello del mare. L'ala sud-orientale del parco è situata nella valle del fiume Pichca ed è relativamente pianeggiante. Quella nord-orientale si trova nella valle del fiume Anjuj e dei suoi affluenti, che scorrono incassati in gole scoscese e impervie, con un'altitudine media di 600 m. I rami sorgentiferi più distanti dell'Anjuj sgorgano dal Tordoki Yani, la cima più elevata dei Sichotė-Alin'.
Il parco nazionale dell'Anjuj ha un clima continentale umido (Dbw secondo la classificazione dei climi di Köppen), con quattro stagioni distinte, inverni freddi e secchi (con precipitazioni inferiori a un decimo di quelle estive) ed estati calde e umide. Un clima di questo tipo è ideale per lo sviluppo di foreste temperate decidue.
Il parco ricade nell'ecoregione delle «foreste miste e di latifoglie dell'Ussuri». Secondo il WWF, «rispetto ad altri ecosistemi temperati, il livello di endemismi di piante e invertebrati nella regione è straordinariamente alto». Questo elevato livello di biodiversità è attribuito al numero di regioni ecologiche che si incontrano nella zona, alla natura isolata del settore russo del bacino dell'Amur (se paragonato ai settori cinese e coreano, ben più sviluppati) e al fatto che durante l'ultima era glaciale la zona era rimasta libera dai ghiacci.
I corsi d'acqua del parco fanno parte dell'ecoregione d'acqua dolce nota come «Bacino inferiore dell'Amur» (nº 528). L'Amur ospita più specie di acqua dolce di ogni altro fiume della Russia (120 specie) ed è noto per i salmoni che risalgono il suo corso e quello dei torrenti di montagna suoi tributari.

## Flora
Il parco è una componente fondamentale della rete di aree protette estesa attraverso il corso medio e inferiore dell'Amur, specialmente per il fatto di ospitare biomi che vanno dalla pianura alluvionale alla sub-taiga di querce della Mongolia e di pino coreano fino agli habitat di montagna. L'imponente pino coreano è stato descritto dal World Wildlife Fund come «cuore dell'ecosistema». Il numero di questi alberi è stato ridotto di due terzi negli ultimi 50 anni e la specie è divenuta bersaglio del disboscamento illegale nell'area circostante il parco.

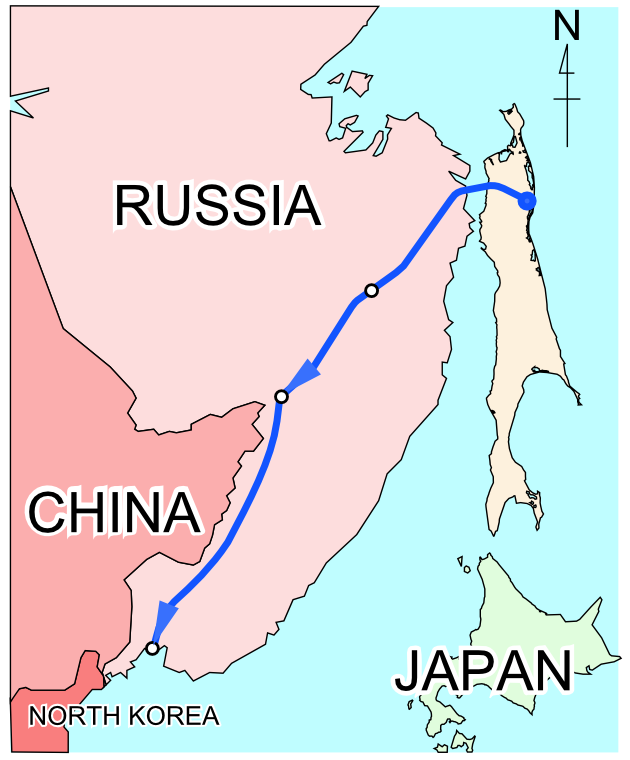
Il gasdotto Sachalin-Chabarovsk-Vladivostok corre lungo il fiume Amur, sul confine occidentale del parco nazionale dell'Anjuj.

## Fauna
Nel parco vive la rara tigre siberiana, così come la maggior parte delle specie di montagna del settore settentrionale dei Sichotė-Alin'. La pianura alluvionale qui presente costituisce un'importante area di sosta per gli uccelli migratori. Tra le specie più rare che hanno trovato rifugio nel parco vi sono la donnola degli Altai, l'orso dal collare e la sicista dalla coda lunga.

## Storia
La regione in cui sorge il parco era abitata originariamente dai Nanai. Sul confine interno del parco, il piccolo villaggio di Arsenevo costituì un luogo di esilio durante la colletivizzazione degli anni '30 e successivamente, negli anni '40, divenne un campo di prigionia per soldati giapponesi.
Nel 2011, utilizzando un settore di gasdotto preesistente lungo l'Amur a monte di Chabarovsk, è stato completato il gasdotto Sachalin-Chabarovsk-Vladivostok, che corre lungo il confine occidentale del parco dell'Anjuj. La Gazprom, operatrice del progetto, sostiene che «durante la costruzione del gasdotto è stato osservato un requisito fondamentale - il minimo impatto ambientale. Le operazioni di costruzione sono state eseguite sfruttando linee di comunicazione esistenti e ai danni al paesaggio che sono stati fatti è stato posto rimedio».
Nel 2012, il parco ha aperto un proprio centro visitatori ed ha assunto un personale di 50 operatori.
Nel 2015, nella regione è stata rilasciata una tigre siberiana ribattezzata «Uporny» (che in russo vuol dire «Ostinato»), munita di GPS per seguirne gli spostamenti; dopo aver vagato per sei settimane, ha stabilito un proprio territorio all'interno del parco nazionale dell'Anjuj. Il direttore dell'Amur Tiger Center ha così osservato: «Siamo confortati dal comportamento che Uporny ha avuto finora. Si tiene a distanza dagli esseri umani in zone molto remote e addirittura evita qualsiasi infrastruttura costruita dall'uomo. Durante l'intero periodo dal suo rilascio, per spostarsi, non ha mai usato strade o perfino sentieri abbandonati che venivano usati precedentemente dai taglialegna».